# Volkstaat

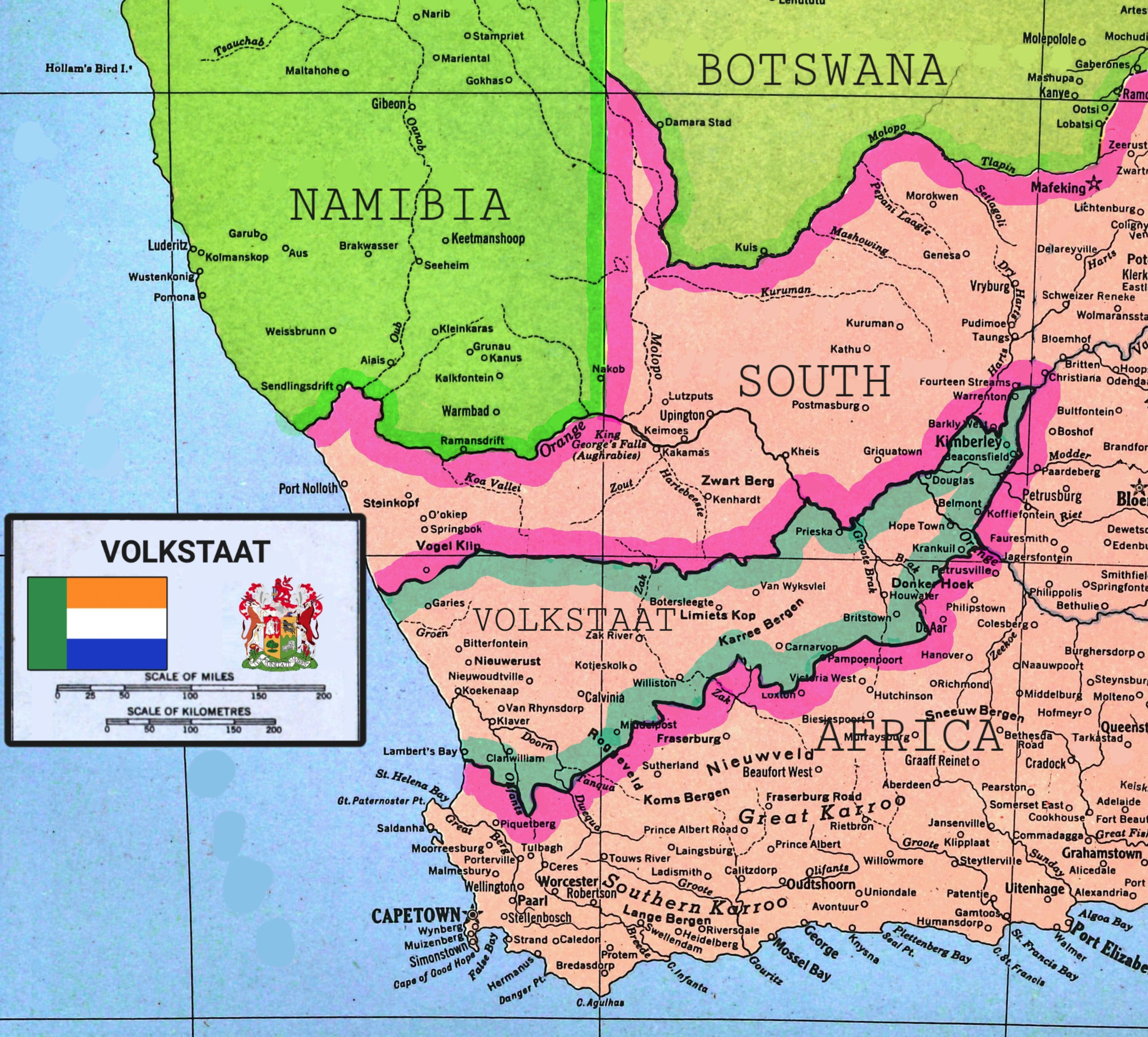
Carte du Volkstaat proposé par le front de la liberté.

Le drapeau généralement adopté par les partisans du Volkstaat.

Le Volkstaat (« État du peuple » en afrikaans) est un concept politique visant à promouvoir la création d'un État souverain ou d'une province autonome, linguistiquement et culturellement à dominante afrikaans, en Afrique du Sud. Il représente une sorte de terre promise pour certains nationalistes afrikaners.
Les partisans du Volkstaat s'appuient sur la section 235 de la Constitution sud-africaine promulguée en 1996 et qui garantit le droit à l'autodétermination au sein de la République de toute communauté culturelle et de langue, établie sur le sol sud-africain.
Un embryon de Volkstaat existe déjà depuis le début des années 1990 à Orania dans le désert du Karoo (province du Cap-du-Nord).
Le concept de Volkstaat est considéré par ses détracteurs comme un avatar de la doctrine d'apartheid.

## Origine
L'idée de partitionner l'Afrique du Sud en différents États, ou en une confédération d'États, ne date pas de la période de l'apartheid et n'a pas été conçue par des idéologues nationalistes et racistes.
C'est un progressiste anglophone libéral des années 1930 et 1940, Alfred Hoernlé, qui avança l'idée avec pour objectif de protéger les communautés et nations noires de la domination blanche et d'éviter des conflits raciaux.
L'apartheid, sans se référer aux idées de Hoernlé, proposait une répartition similaire au travers du système des bantoustans, mais sans suffisamment de transferts politiques, financiers et territoriaux nécessaires à leur viabilité.
En 1987, lors du sommet de Dakar entre membres de l'ANC et des personnalités du patronat afrikaner, l'observateur allemand Klaus von der Ropp avait proposé une partition de l'Afrique du Sud, offrant une petite enclave sécurisée aux Blancs.
Jusqu'aux années 1990, toute la province du Cap fait encore figure d'enclave possible dans une Afrique du Sud dominée politiquement par les Noirs. En effet, c'est la seule province où les Noirs ne représentent pas plus d'un tiers de la population et où les Blancs et les Métis (de langue afrikaans) sont majoritaires.

## Antécédents au Volkstaat
L'idée d'effectuer une partition territoriale de l'Afrique du Sud au profit de la communauté afrikaner ressurgit dans les années 1980. À l'époque, 13 % du territoire sont alors constitués de bantoustans censés abriter les 67 % de Noirs que comptait le pays alors que 87 % du territoire constituait l'Afrique du Sud des Blancs, qu'ils soient Afrikaners ou anglophones. Les faiblesses et contradictions de l'apartheid étaient soulignées par toutes les forces politiques y compris celles favorables à l'apartheid. Deux forces politiques néanmoins soutinrent jusqu'à la fin le maintien de la politique d'apartheid. Ce furent le Herstigte Nasionale Party et une section importante du Parti conservateur d'Afrique du Sud, favorable également à un modèle fédéral basé sur la création de homeland dont l'un serait réservé aux Sud-Africains blancs sans distinction.
D'autres nationalistes afrikaners envisagèrent une partition du pays. Certains de l'échec de l'apartheid, ils popularisaient au sein de la communauté afrikaner l'idée de ressusciter les républiques boers. Le Boerestaat Party proposait de restaurer la république sud-africaine du Transvaal, l'État libre d'Orange et la Niewe Republiek. Les mouvements identitaires boers qui militaient pour cette restauration revendiquaient leur culture et leur histoire pour imposer cette idée. Le Boerestaat Party distinguait notamment les Boers des Afrikaners. Pour ce mouvement, les Boers des républiques formaient une nation distincte de celle des Afrikaners des colonies britanniques. Mis à part la langue afrikaans, ils n'auraient rien eu en commun. Ainsi, non seulement ce mouvement séparatiste opérait une distinction entre communauté blanche anglophone et les Afrikaners mais au sein même de ce groupe ethnique, en distinguait les Boers du Transvaal et de l'Orange (descendants des Voortrekkers ou de ceux ayant combattu les Britanniques durant la seconde guerre des Boers) des Afrikaners établis dans le reste de l'Afrique du Sud. Seuls les premiers avaient vocation à rejoindre le nouvel État.
Le mouvement de résistance afrikaner (AWB) affichait une approche plus pragmatique que le Boerestaat Party, appelant à la restauration des républiques boers et acceptant d'y intégrer tous les Afrikaners quelles que soient leurs origines mais aussi les anglophones chrétiens prêts à s'assimiler à la culture afrikaner. Néanmoins, l'AWB se rapprocha par la suite des positions du Boerestaat Party.
Le modèle de partition envisagé ne proposait pas de modèle pour le reste de l'Afrique du Sud au contraire du modèle des homelands. Il ne concernait d'ailleurs que ceux qui se reconnaissaient sous l'identification ethnique de Boers. Cependant, le Volkstaat (l'État afrikaner) envisagé sur la base territoriale des républiques boers ne constituait pas démographiquement un État à majorité afrikaner. En 1993, le territoire des anciennes républiques boers regroupait 61 % de l'ensemble des sud-africains blancs lesquels n'y représentaient que 24 % de l'ensemble des Sud-Africains quelle que soit leur origine raciale ou ethnique. La proportion des seuls Afrikaners aurait donc été trop faible pour envisager la fondation d'un tel État à moins de déplacer de force plus des 3/4 de la population. Par ailleurs, seule une minorité de ces Afrikaners soutenait un tel modèle sécessionniste.
Des intellectuels afrikaners, travaillant principalement au South African Bureau of Racial Affairs (SABRA), avaient pourtant déjà envisagé la possibilité d'un État afrikaner dès le début des années 1960 alors que l'apartheid était à son apogée. Mais ce n'est que dans les années 1980, alors que l'échec de l'apartheid est patent, que le projet est remis à l'ordre du jour par des conservateurs afrikaners. C'est sous la houlette du professeur Carel Boshoff que se constitua la Afrikaner-Vryheidstigting (Avstig). Selon sa déclaration de principe, celle-ci reconnaissait que la venue d'une majorité noire en Afrique du Sud était inévitable et que la domination blanche était moralement injustifiable. Qu'en conséquence, les Afrikaners devaient former leur propre volkstaat sur une partie réduite de l'Afrique du Sud afin de préserver sa culture et son histoire. D'emblée, Boshoff exclut les anciennes républiques boers pour baser cet État ethnique, et se focalisa sur une zone aride du désert du Karoo dans le nord-ouest de la province du Cap. À la fin de l'année 1990, l'Afrikaner Volkswag (la garde du peuple afrikaner) fit acheter 400 hectares de terres appartenant au département des eaux sud-africains. L'endroit, nommé Orania, comprenait des bâtiments ayant servi dans les années 1960 et 1970 à loger le personnel qui avait supervisé la construction de canaux et de barrages sur le fleuve Orange. Orania était devenu l'embryon de Volkstaat souhaité par une partie du mouvement identitaire afrikaner.

## Les justifications du Volkstaat
Le concept moderne de Volkstaat est devenu le paradigme du programme politique du Front de la liberté.
Pour les Afrikaners partisans du concept, il s'agit de « sauver » la nation. Dans ce but, il faut préserver la culture, la langue afrikaans, la religion de l'Église réformée hollandaise qui lui est liée et définir un territoire où ses membres pourront s'établir et être démographiquement majoritaires. Une nation sans terre perdrait à la longue ses racines et deviendrait un peuple errant puis disparaitrait.
Le Volkstaat serait une nécessité pour :

### Préserver l'influence de la nation afrikaner
Depuis 1994 et la réintégration des bantoustans, les Afrikaners représentent 6 % de la population d'Afrique du Sud (estimation de 2001) ce qui en fait le troisième groupe ethnique derrière les Zoulous et les Xhosas.
Un Volkstaat permettrait aux Afrikaners de décider de leur propre avenir.

### Préserver la langue afrikaans
Autrefois langue nationale à parité avec l'anglais et seconde langue la mieux comprise du pays (après la langue des Zoulous), l'afrikaans a vu son utilisation quasi-disparaitre de toute la sphère publique. Alors que 90 % des échanges se font en anglais au Parlement (où 90 % des députés ont une autre langue maternelle), son utilisation est réduite à la portion congrue dans les programmes de radio-télévisions. Son enseignement est rendu plus difficile.
Avant 1994, cinq universités (sur 31) étaient de langue d'enseignement uniquement afrikaans (Orange Free State, Potchefstroom, Pretoria, Rand Afrikaans University et Stellenbosch).
Depuis les années 2000, l'enseignement est généralisé en anglais et seules deux universités ont pu préserver provisoirement leur enseignement en afrikaans.
En 2002, l'administration fit de l'anglais la seule langue de communication interne.
Depuis 2002, un certain nombre de lieux ont été ou sont proposés pour être rebaptisés. Plus de 200 noms ont été changés et 57 000 sont proposés au changement. Les Afrikaners, qu'ils soient sur ce sujet progressistes ou conservateurs, ont déploré que ce soient les noms historiques afrikaners ou liés à la culture afrikaans qui soient les premiers visés (Transvaal, Pietersburg, Potgietersrus…) alors que parallèlement les patronymes coloniaux anglophones étaient préservés.

### Se préserver de la criminalité
L'explosion de la criminalité dans les années 1990, les meurtres de fermiers (541 fermiers assassinés et plus de 3 500 attaques de fermes entre 1998 et 2001), l'incompétence de la police seraient une des conséquences de la coexistence multiraciale et multiculturelle selon les adeptes du Volkstaat. La police est débordée et les communautés laissées à l'abandon. Selon les conservateurs afrikaners, le gouvernement laisserait faire afin de faciliter la redistribution des terres. À la mi-2001, Constand Viljoen avait saisi la Commission des droits de l'homme de l'ONU afin de leur demander de faire pression sur le gouvernement sud-africain, comparant ces meurtres de fermiers blancs et de leurs familles à des massacres ethniques.

### Se préserver du chômage endémique et de la «discrimination positive»
Les Blancs sud-africains présentaient un taux de chômage de 10 % en 2001, contre 37 % au niveau national. Avec une hausse de 197 % entre 1995 et 2001, la progression du chômage des Blancs était bien au-dessus de la moyenne nationale, qui était de 27 %. La « discrimination positive » en est rendue responsable, un Blanc au chômage ne retrouvant plus de travail.[réf. souhaitée]
Le Volkstaat permettrait ainsi de répondre favorablement à ces inquiétudes du monde afrikaner.[réf. souhaitée]

## Un projet validé par la Constitution sud-africaine
La section 235 de la Constitution sud-africaine garantit le droit à l'autodétermination de toute communauté culturelle et de langue, établie sur le sol sud-africain. Cette section fut directement négociée entre l'ANC et le Front de la liberté. Elle résulte d'une promesse de Nelson Mandela à Constand Viljoen pour rallier la droite afrikaner au processus électoral de 1994.
C'est sur la base de cette section que se sont développées les enclaves afrikaners d'Orania (Cap-du-Nord) et de Kleinfontein (près de Pretoria).